# Purification (chimie)
En chimie, la purification est le fait de séparer, plus ou moins efficacement, la (les) substance(s) voulue(s) du reste des substances présentes. Dans l'idéal, on devrait pouvoir isoler n'importe quelle substance du reste du mélange.

## Chromatographie
La chromatographie est utilisée pour purifier des composés chimiques ou biologiques à des fins d'analyse ou de purification en quantité.

## Filtration
La filtration est une méthode mécanique utilisée pour séparer un solide d'un liquide ou d'un gaz en faisant passer le mélange par une membrane ou un chiffon fin, bien souvent en s'aidant d'un entonnoir.

## Centrifugation
La centrifugation est un procédé dans lequel on sépare les molécules grâce aux différences de masse, en faisant tourner la solution à haute vitesse dans une centrifugeuse.

## Évaporation
L'évaporation est utilisée pour séparer des liquides en s'aidant des différences de volatilité (on ne peut en effet ici procéder à une filtration).

## Extraction
L'extraction permet de supprimer une impureté, ou de récupérer un produit désiré, en le dissolvant dans un solvant dans lequel les autres composants de la matière première sont insolubles. Plusieurs technologies d'extraction liquide-liquide existent : la plus courante est une colonne d'extraction.

## Cristallisation
La cristallisation permet d'isoler un produit sous forme de cristaux.

## Adsorption
L'adsorption est l'accumulation de substances à partir de gaz ou de liquide sur la surface d'un solide, généralement à l'interface entre deux phases. Ceci permet d'éliminer des impuretés.

## Raffinage
Le raffinage consiste dans la récupération des produits selon leur point d'ébullition, à différents niveaux d'une colonne de distillation. Il est surtout utilisé dans l'industrie pétrolière.

## Distillation
La distillation sépare des liquides volatils sur la base de leur point d'ébullition.

## Applications

### Purification de l'eau
La purification de l’eau regroupe l’ensemble des techniques et méthodes permettant d’obtenir de l’« eau de procédé » à partir d’eau potable.

### Traitement en aval
Le traitement en aval (en) se réfère à la récupération et la purification de produits de biosynthèse.